# Diocesi di Agboville
La diocesi di Agboville (in latino Dioecesis Agbovillensis) è una sede della Chiesa cattolica in Costa d'Avorio suffraganea dell'arcidiocesi di Abidjan. Nel 2022 contava 779.650 battezzati su 1.172.490 abitanti. È retta dal vescovo Alexis Touably Youlo.

## Territorio
La diocesi comprende 3 dipartimenti della Costa d'Avorio, Agboville, Adzopé e Tiassalé, nel distretto di Lagunes.
Confina a nord con la diocesi di Yamoussoukro; ad est con la diocesi di Abengourou; a sud con l'arcidiocesi di Abidjan e con la diocesi di Yopougon; ad ovest con l'arcidiocesi di Gagnoa.
Sede vescovile è la città di Agboville, dove si trova la cattedrale di San Giovanni Maria Vianney.
Il territorio è suddiviso in 50 parrocchie.

## Storia
La diocesi è stata eretta il 14 ottobre 2006 con la bolla Vigili cum cura di papa Benedetto XVI, ricavandone il territorio dalla parte settentrionale della diocesi di Yopougon.

## Cronotassi dei vescovi
Si omettono i periodi di sede vacante non superiori ai 2 anni o non storicamente accertati.
- Alexis Touably Youlo, dal 14 ottobre 2006

## Statistiche
La diocesi nel 2022 su una popolazione di 1.172.490 persone contava 779.650 battezzati, corrispondenti al 66,5% del totale.
| anno | popolazione | popolazione | popolazione | presbiteri | presbiteri | presbiteri | presbiteri                | diaconi | religiosi | religiosi | parrocchie |
| anno | battezzati  | totale      | %           | numero     | secolari   | regolari   | battezzati per presbitero | diaconi | uomini    | donne     | parrocchie |
| ---- | ----------- | ----------- | ----------- | ---------- | ---------- | ---------- | ------------------------- | ------- | --------- | --------- | ---------- |
| 2006 | 400.000     | 800.256     | 50,0        | 31         | 30         | 1          | 12.903                    |         | 1         | 14        | 21         |
| 2012 | 449.000     | 910.000     | 49,3        | 59         | 54         | 5          | 7.610                     |         | 10        | 26        | 30         |
| 2015 | 584.642     | 999.795     | 58,5        | 72         | 66         | 6          | 8.120                     |         | 16        | 40        | 39         |
| 2018 | 707.426     | 1.118.795   | 63,2        | 81         | 70         | 11         | 8.733                     | 1       | 15        | 13        | 44         |
| 2020 | 744.260     | 1.118.795   | 66,5        | 122        | 90         | 32         | 6.100                     | 1       | 32        |           | 47         |
| 2022 | 779.650     | 1.172.490   | 66,5        | 121        | 97         | 24         | 6.443                     | 1       | 24        | 56        | 50         |